# Малая Кизня
Малая Кизня — деревня в Дебёсском районе Удмуртской Республики России.

## География
Деревня находится в восточной части республики, в подзоне южной тайги, на берегах реки Малая Кизнинка, на расстоянии примерно 12 километров (по прямой) к юго-востоку от села Дебёсы, административного центра района.
Абсолютная высота — 202 метра над уровнем моря.

### Климат
Климат характеризуется как умеренно континентальный, с продолжительной холодной многоснежной зимой и относительно коротким тёплым летом. Среднегодовая многолетняя температура воздуха составляет 1,2 °С. Абсолютный минимум температуры воздуха составляет −49 °C; абсолютный максимум — 37 °C. Вегетационный период длится в среднем 160—170 дней. Среднегодовое количество атмосферных осадков составляет около 541 мм, из которых большая часть выпадает в тёплый период. Снежный покров держится в течение 160—165 дней.

### Часовой пояс
Деревня Малая Кизня, как и вся Удмуртская Республика, находится в часовой зоне МСК+1. Смещение применяемого времени относительно UTC составляет +4:00.

## История
До апреля 2021 года входила в сельское поселение Заречномедлинское. Упразднена Законом Удмуртской Республики от 30.04.2021 № 40-РЗ в связи с преобразованием муниципального района в муниципальный округ.

## Население
| 2010 | 2012 |
| ---- | ---- |
| 28   | ↘18  |

### Национальный состав
Согласно результатам переписи 2002 года, в национальной структуре населения удмурты составляли 100 % из 62 чел.

## Известные уроженцы, жители
Тамара Ивановна Тепляшина (1924—2014) — советская учёная, финно-угровед, кандидат филологических наук (1955).

## Экономика
Личное подсобное хозяйство.
Основа экономики — сельское хозяйство.

## Транспорт
Деревня доступна автотранспортом.